# Схиппер, Геррит
Геррит Схиппер (нидерл. Gerrit Schipper, крещён 13 сентября 1775 г., Амстердам — ум. 1832 г. Лондон) — голландский художник-портретист, работавший преимущественно за пределами Нидерландов.

## Краткая биография
Геррит Схипперс получил художественное образование в Париже, в 1790—1799-е годы, после чего он некоторое время живёт и работает в Брюсселе. Затем приезжает в Россию. С 1802 года живописец проводит длительное время в США и Канаде. Этот период его творчества можно назвать наиболее плодотворным. Схиппер пишет свои полотна в Нью-Йорке, в различных городах и городках Массачусетса, также живёт и на американском Юге — в городах Чарльстон (штат Южная Каролина) и Саванна (штат Джорджия). В 1807 году художник уезжает в Канаду, работает в городах Квебек и Монреаль. В Канаде он создаёт ряд портретов местной элиты, представителей власти и политических деятелей, среди прочих — сэра Айзека Брока, офицера британской армии и генерал-губернатора провинции Верхняя Канада, национального героя Канады. В 1810 году Геррит Схиппер переезжает в Англию.

## Творчество
Геррит Схиппер был мастером портретного жанра. Писал свои работы преимущественно пастелью. Создавал также и портретные миниатюры. Произведения его можно увидеть в ряде музеев Северной Америки: музее Метрополитен в Нью-Йорке, Музее изящных искусств Виргинии, музее Маккорда в Монреале, художественной галерее Гернси, а также в Национальной галерее Канады.

## Галерея
- Портрет Александра Аулджо (музей Маккорда, Монреаль)
- Портрет Джеймса Генри Крейга (собрание Государственного архива и библиотеки Канады, Оттава)
- Портрет промышленника Джона Ричардсона (музей Маккорда, Монреаль)
- Портрет Луиса Дулонпре (Национальная галерея Канады, Оттава)
- Портрет неизвестного